# Пингвиновые
Пингви́новые, или пингви́ны (лат. Spheniscidae) — семейство нелетающих морских птиц, единственное современное в отряде пингвинообра́зных (Sphenisciformes). В него включают 18 современных видов. Все представители этого семейства быстро плавают и ныряют.

## Этимология
Есть несколько версий происхождения названия «пингвин»:
- от валлийского pen gwyn («белая голова»), обозначающего вымершую бескрылую гагарку (Pinguinus impennis) из семейства чистиковых. Моряки могли так назвать пингвинов по причине внешней схожести. До открытия Антарктиды термин pinguinus употреблялся в Европе именно по отношению к бескрылой гагарке[5].
- от английского pinwing — «крыло-шпилька». Название, согласно данной версии, опять-таки первоначально относилось к бескрылой гагарке[5]. Версия довольно сомнительна, так как в самом английском языке такое слово не зафиксировано.[источник не указан 225 дней]

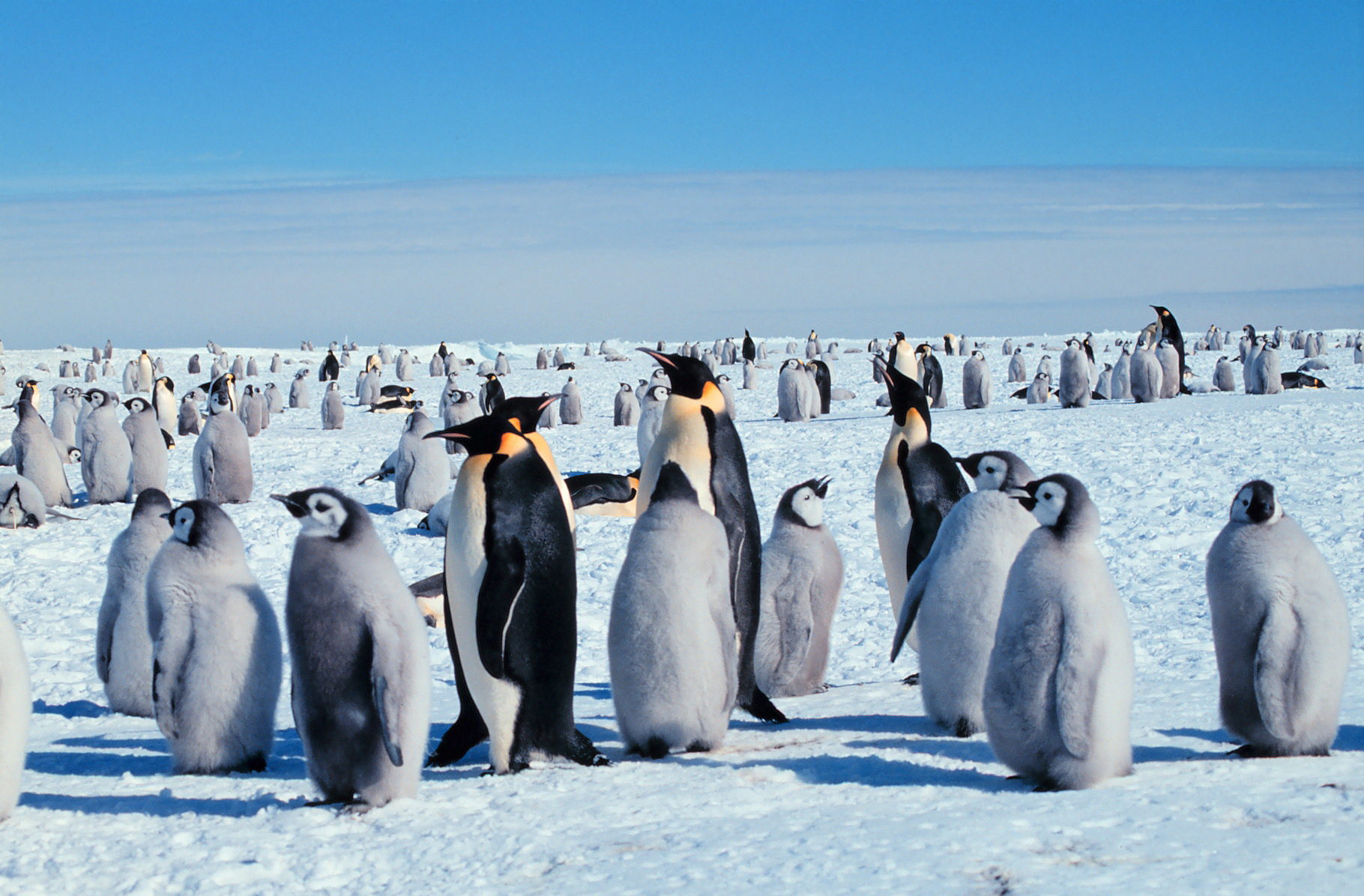
Императорские пингвины в Антарктиде

- фр. pingouin, pinguin от лат. pinguis — «тучный, жирный»[6].

## Строение тела
Форма тела пингвинов обтекаемая, что подходит для передвижения в воде. Мускулатура и строение костей позволяют им использовать под водой крылья как винты. В отличие от других нелетающих птиц, пингвины имеют грудину с чётко выраженным килем, к которому крепится мощная мускулатура. Плавание под водой отличается от полёта в воздухе тем, что на подъём крыла затрачивается та же энергия, что и на опускание, поскольку сопротивление воды больше, чем сопротивление воздуха, поэтому по сравнению с другими птицами лопатки у пингвинов имеют бо́льшую поверхность, на которой крепится мускулатура, отвечающая за подъём крыла. Плечевая кость и кость предплечья соединены в локте прямо и неподвижно, что увеличивает стабильность крыла. Грудная мускулатура развита и составляет иногда до 30 % массы тела, что в несколько раз превышает аналогичное соотношение у самых мощных летающих птиц. Бедренные кости  короткие, коленный сустав неподвижен, а ноги заметно смещены назад, что является причиной необычно прямой походки. Большие ступни с плавательной перепонкой сравнительно коротки — находясь на суше, животные зачастую отдыхают, стоя на пятках, при этом жёсткое хвостовое оперение служит им дополнительной опорой. Хвост пингвинов сильно укорочен, поскольку рулевую функцию, которую он обычно имеет у других водоплавающих птиц, у пингвинов выполняют в первую очередь ноги. Второе явное отличие пингвинов от других птиц — плотность костей. У всех птиц кости трубчатые, что делает их скелет легче и позволяет летать или быстро бегать, а у пингвинов они похожи на кости млекопитающих (дельфинов и тюленей) и не содержат внутренних полостей. У пингвинов жёсткие перья, которые плотно покрывают их тело.

## Оперение
Многочисленные мелкие, недифференцированные и тонкие перья. Хвостовое оперение — жёсткое. Почти все виды пингвинов имеют на спине серовато-голубой, переходящий в чёрный оттенок цвет, а брюхо белое. Такая окраска является маскировочной для многих морских животных.
Оперение детёнышей чаще серое или коричневое, однако у некоторых видов бока и живот имеют белый цвет.
Как правило, после высиживания яиц и выращивания птенцов у пингвинов начинается смена оперения. Во время линьки они сбрасывают большое количество перьев одновременно — и на это время, утратив способность плавать, остаются без пищи, пока не отрастут новые перья.

## Терморегуляция
В пределах своей среды обитания пингвины подвержены воздействию экстремальных климатических условий и имеют различные анатомические особенности, позволяющие им приспосабливаться к этим факторам. Главный механизм, защищающий от переохлаждения, — толстый (от 2 до 3 см) слой жира, над которым располагаются три слоя водонепроницаемых, коротких, плотно прилегающих друг к другу и равномерно распределённых по всему телу перьев. Воздух в слоях перьев также эффективно защищает от потери тепла при нахождении в воде. У пингвинов имеется хорошо развитая «система теплопередачи» в плавниках и ногах: поступающая в них артериальная кровь отдаёт тепло более холодной венозной крови, оттекающей обратно к телу, таким образом теплопотеря сводится к минимуму.

## Органы чувств
Глаза пингвинов прекрасно приспособлены к условиям плавания под водой; роговица у них плоская, вследствие чего на суше птицы немного близоруки. Ещё одним средством приспособления является сократительная способность и растяжимость зрачка, особенно ярко выраженная у императорских пингвинов, ныряющих на большую глубину. Благодаря этой особенности глаза пингвинов очень быстро приспосабливаются к меняющимся условиям освещённости в воде на глубине до 100 м. Анализ пигментного состава позволяет сделать вывод, что пингвины видят в синей части спектра лучше, чем в красной, и, вероятно, воспринимают ультрафиолетовые лучи.
Уши пингвинов, как и у большинства птиц, не имеют чёткой внешней структуры. При нырянии они плотно закрываются особыми перьями, так что вода не проникает внутрь уха. У императорских пингвинов помимо этого край внешнего уха увеличен таким образом, что оно может закрываться, благодаря чему среднее и внутреннее ухо оказываются защищены от повреждений давлением, которые может причинить погружение на большую глубину.
Под водой пингвины почти не издают звуков, а на суше они общаются посредством криков, напоминающих звуки трубы и трещотки. Пока не установлено, используют ли они слух для выслеживания жертвы и обнаружения своих естественных врагов.

## Питание
Пингвины питаются рыбой — серебрянкой антарктической (Pleuragramma antarcticum), анчоусами (Engraulidae) или сардинами (семейство Сельдевые), а также ракообразными, такими как эуфаузииды, криль, и мелкими головоногими, на которых охотятся, проглатывая прямо под водой. Если разные виды делят между собой одну среду обитания, то их рацион, как правило, различается: так, пингвины Адели и антарктические пингвины предпочитают криль разного размера.
Виды, питающиеся мелкими ракообразными, в большей степени нуждаются в регулярности питания, чем питающиеся рыбой, но на ловлю добычи они тратят гораздо меньше энергии: если последним достаточно одной удачной попытки из десяти, то первые должны поймать до шестнадцати рачков за одно погружение (в пересчёте — приблизительно один рачок каждые шесть секунд), чтобы восполнить затраты энергии свои и своих детёнышей. Количество погружений в течение одной охоты у каждого вида пингвинов различно и зависит от времени года: во время высиживания птенцов антарктические пингвины совершают более 190 погружений, а у императорских пингвинов в течение их длительных переходов это число может достигать 860 или даже больше.
Во время линьки, а у некоторых видов (пингвины Адели, императорские, антарктические и хохлатые) также и в период высиживания птенцов птицы вынуждены полностью отказываться от пищи. Этот период у разных видов имеет разную продолжительность — от одного месяца у пингвинов Адели и хохлатых до трёх с половиной месяцев у самцов императорских пингвинов. Особи теряют до половины массы тела, поскольку организм вынужден брать энергию для обмена веществ из запасов жира, накопленных заранее. Самцы и самки субантарктических, великолепных (желтоглазых), малых и ослиных (очковых) пингвинов сменяют друг друга при высиживании птенцов, благодаря чему им приходится голодать только в период линьки.
Пингвины пьют в основном морскую воду. Избыток соли выделяется через специальные железы, находящиеся над глазами.
В 2015 году в ходе секвенирования императорских пингвинов и пингвинов Адели учёные открыли, что пингвины потеряли три типа рецепторов вкуса: сладкие, горькие и умами более 20 миллионов лет назад.

## Передвижение

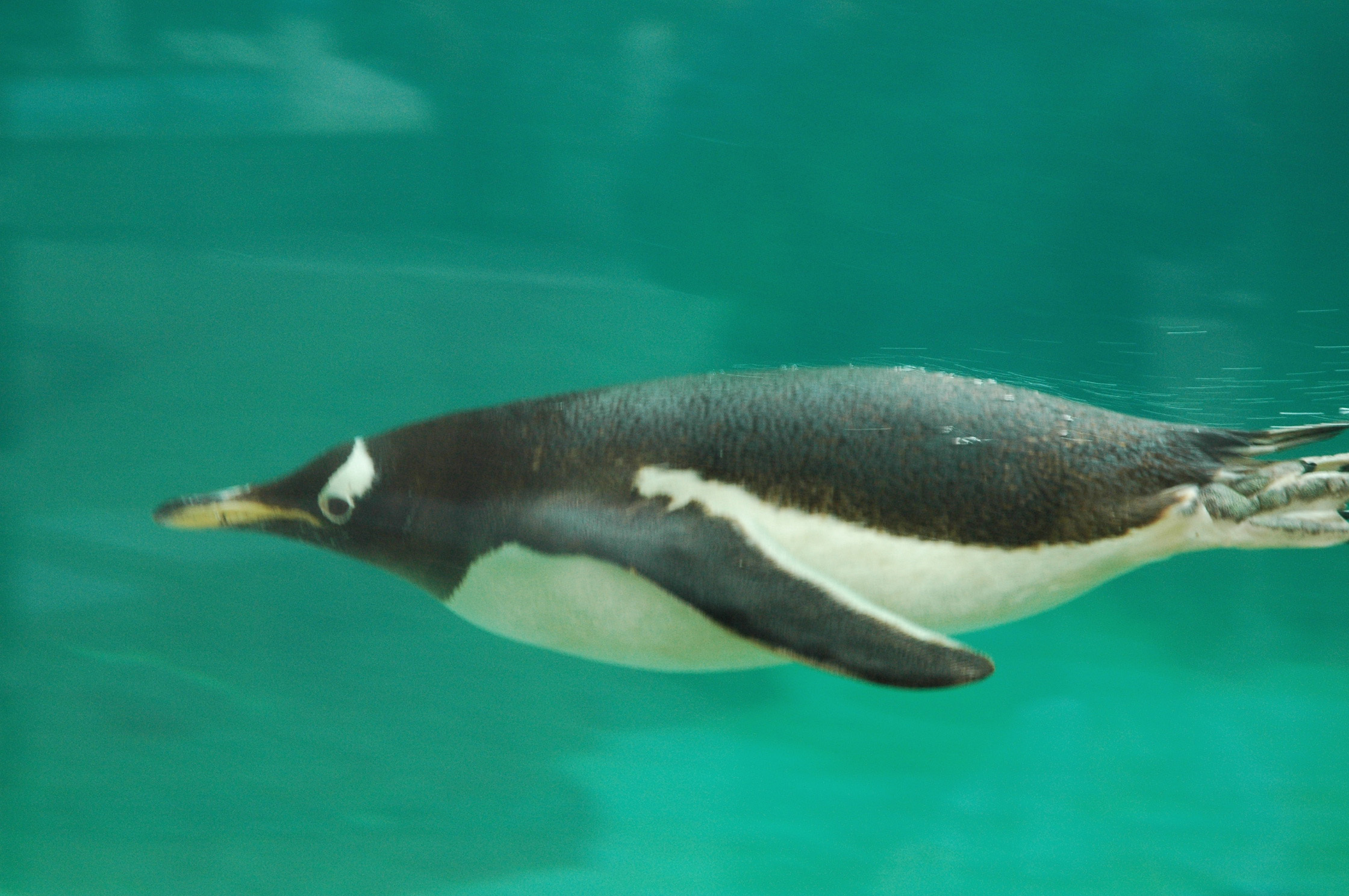
Пингвин под водой

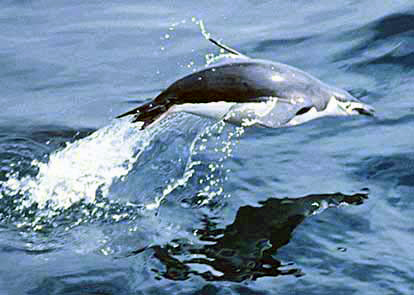
Плавание стилем «дельфин»

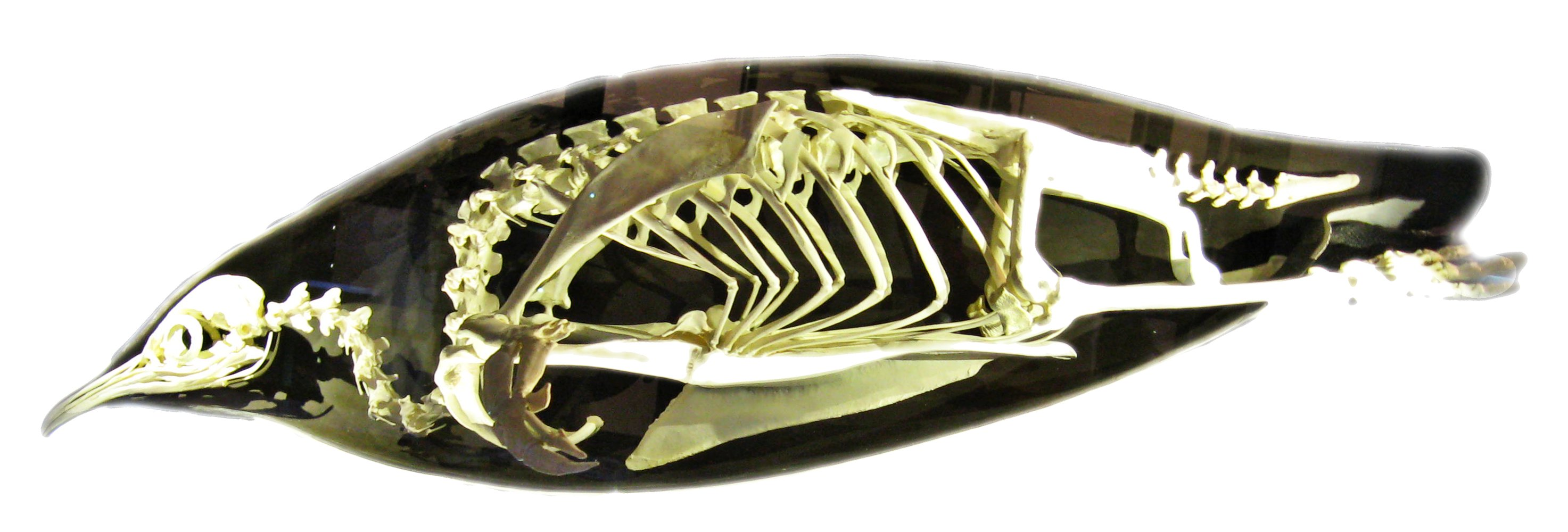
Скелет пингвина при нырянии

Средняя скорость, которую пингвины развивают в воде, — 5—10 км/ч, однако на коротких дистанциях возможны и более высокие показатели. Самым быстрым способом передвижения является «плавание дельфином»; при этом птица на короткое время выпрыгивает из воды, подобно дельфину. Причины такого поведения неясны: вероятно, это способствует уменьшению сопротивления течения или предназначено для того, чтобы сбить с толку естественных врагов.

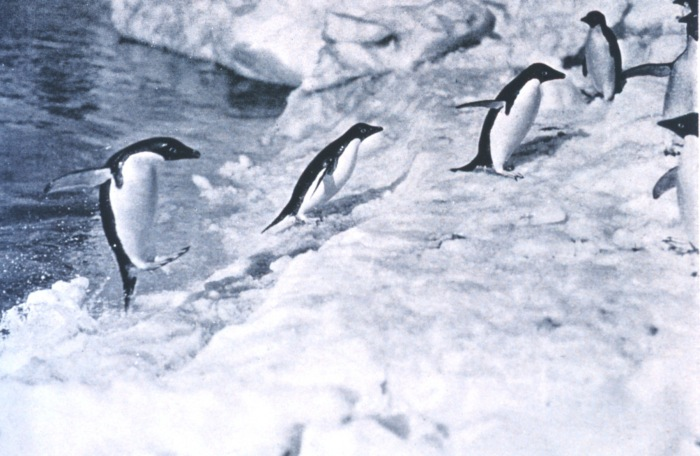
Пингвины, выпрыгивающие из воды

За день во время кормёжки пингвины могут проплыть около 27 км, на глубине более 3 метров они проводят в среднем около 80 минут в сутки. В нырянии некоторые пингвины бьют рекорды: представители более маленьких видов, таких как папуанский пингвин (Pygoscelis papua), могут находиться под водой в течение одной или (реже) более двух минут и нырять на глубину до 20 метров, но императорские пингвины способны задерживаться под водой на 18 минут и нырять на глубину более чем 530 метров.
Хотя способности императорских пингвинов остаются малоизученными, известно, что при погружении пульс животного сокращается до одной пятой от частоты сердцебиения в состоянии покоя; таким образом, потребление кислорода уменьшается, что позволяет увеличить продолжительность нахождения под водой при том же объёме воздуха в лёгких. Остаётся неизвестным механизм регулирования давления и температуры тела при погружении на большую глубину.
При выходе из воды пингвины могут в прыжке преодолеть высоту береговой линии до 1,8 м. На суше пингвины передвигаются, переваливаясь с боку на бок, из-за их относительно коротких ног — такой способ передвижения, как доказали исследования биомехаников, экономит много энергии. На суше пингвины развивают скорость 3—6 км/ч. На льду пингвины также могут быстро передвигаться — съезжают с гор, лёжа на животе. Некоторые виды преодолевают так многие километры между морем и местом, где обосновалась их колония.

## Ареал

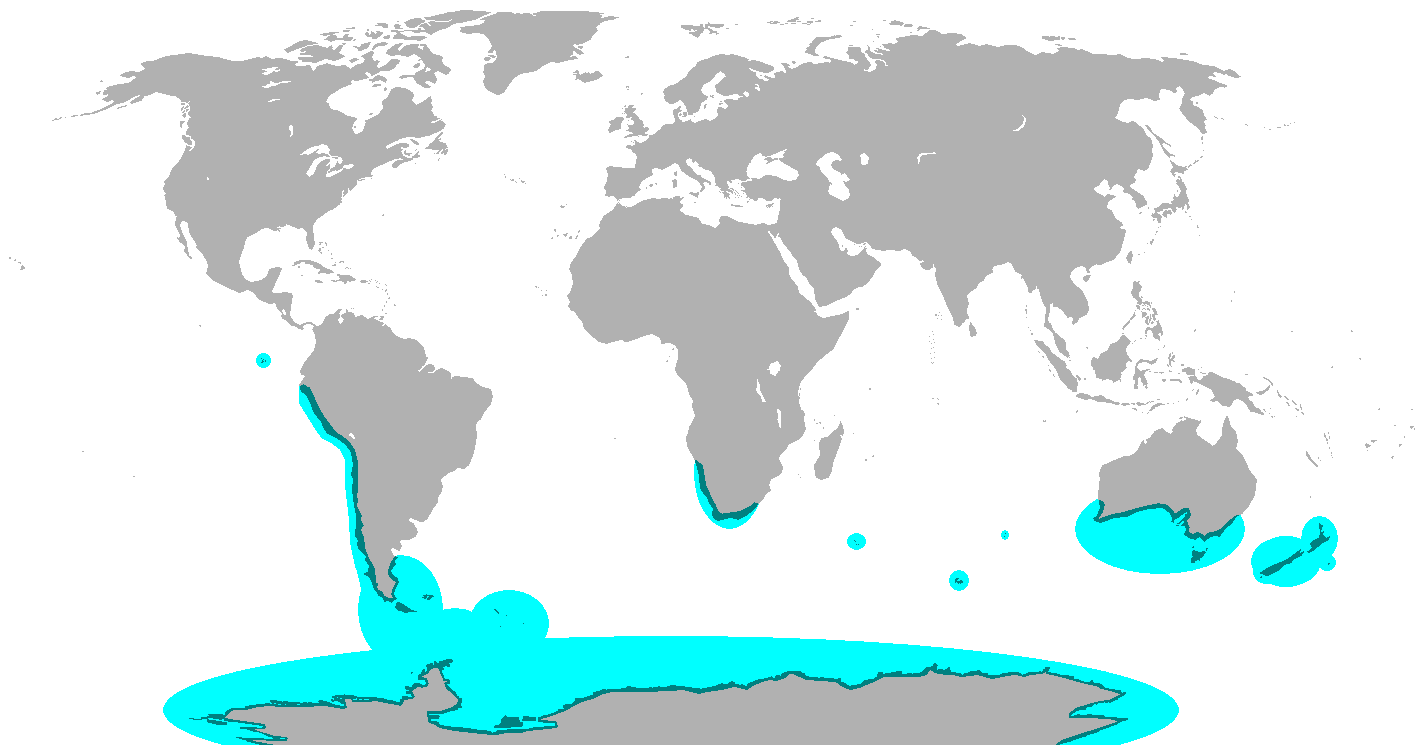
Область обитания пингвинов

Предки пингвинов жили в умеренном климате — когда Антарктида ещё не была скована ледником. Климат на планете менялся. Материки дрейфовали, Антарктида сместилась на Южный полюс и покрылась вечным льдом. Другие животные оттуда ушли или вымерли, а пингвины, приспособившись к холоду, остались. Правда, раньше их было значительно больше — в ходе эволюции вымерло не менее 40 видов, населявших нашу планету более 60 млн лет назад. Как, например, найденный недавно в Перу Icadyptes salasi ростом до 1,5 м и массой до 120 кг.
Пингвины обитают в открытом море Южного полушария: в прибрежных водах Антарктики, Новой Зеландии, южной части Австралии, в Южной Африке, по всему побережью Южной Америки от Фолклендских островов до Перу, на Галапагосских островах вблизи экватора. Пингвины предпочитают прохладу, поэтому в тропических широтах появляются только с холодными течениями — течением Гумбольдта на западном побережье Южной Америки или Бенгельским течением, возникающим у мыса Доброй Надежды и омывающим западное побережье Южной Африки.
Большинство видов обитает между 60° южной широты; самое большое скопление особей находится в Антарктике и на прилегающих к ней островах.
Самое тёплое место обитания пингвинов — Галапагосские острова, расположенные у экватора.

## Размножение
Пингвины гнездятся чаще всего большими колониями, насчитывающими нередко десять тысяч пар или более. В насиживании яиц и выкармливании птенцов принимают участие оба родителя попеременно.
Возраст, в котором пингвины начинают спаривание, зависит от их вида и пола. Так, у малых, великолепных, субантарктических и ослиных пингвинов первое спаривание происходит в возрасте двух лет; самки пингвинов Адели, антарктических, королевских и императорских пингвинов в большинстве случаев начинают спаривание в возрасте трёх лет, в то время как самцы этих видов бывают готовы к спариванию ещё через год. Золотоволосые пингвины готовы к спариванию лишь в возрасте пяти лет.
Приведённые выше данные являются статистическими средними значениями: на практике чем старше пингвины, тем больше времени они проводят в колониях, пока не наступит собственно возраст, в котором они начинают спаривание. Так, королевские пингвины в возрасте 1 года чаще всего вообще не прибывают в колонии; на втором году жизни они находятся там буквально несколько дней. В последующие годы посещения колонии учащаются, а длительность пребывания в ней постепенно увеличивается. Самцы императорских пингвинов зачастую приступают к высиживанию яиц только на восьмом году жизни.
Время года, когда пингвины высиживают яйца, зависит в первую очередь от климатических условий. Живущие севернее галапагосские, малые и ослиные пингвины могут высиживать птенцов в течение всего года, а малым пингвинам в отдельных случаях удаётся сделать даже две кладки в год; почти все виды, обитающие в регионах от субантарктического до антарктического, начинают кладку яиц преимущественно весной или летом. Заметным исключением из этого правила являются императорские пингвины — они делают кладку осенью. Таким образом, птенцы растут как раз во время антарктической зимы при температуре до −40 °C и способы адаптации к низким температурам играют решающую роль в их выживании. Птенцы королевских пингвинов также зимуют в колониях, расположенных севернее. В этот период родители редко дают им корм, таким образом в их первую зиму птенцы значительно теряют в весе. В холодных антарктических районах высиживается одно яйцо, в умеренных и тёплых регионах яиц может быть несколько.
Пингвины не только в воде, но и на суше предпочитают держаться стаей. В особенности кладка яиц, высиживание и выращивание птенцов в больших колониях у многих видов происходят одновременно. Такие колонии могут насчитывать до 5 миллионов животных.
Самцы видов, не ведущих оседлый образ жизни, в период высиживания зачастую приходят в колонию раньше самок и стараются занять небольшую территорию, площадь которой редко превышает один квадратный метр. Таким образом, их социальное поведение ориентировано на создание гнёзд. Исключение составляют только императорские пингвины, не строящие гнёзд и не обладающие ярко выраженным социальным поведением, кроме отношений с партнёром и своим потомством.
Самцы стараются привлечь внимание самок, издавая крики, похожие на звук трубы. Если самцу не удается найти новую партнёршу, то он зачастую спаривается с той самкой, с которой спаривался в прошлом году. «Процент разводов» у пингвинов разных видов неодинаков: процент великолепных пингвинов, выбравших на следующий год другого партнёра, составляет около 14 %, это очень мало; они сохраняют верность своему партнёру, 12 % пар поддерживали отношения более 7 лет. Ситуация с пингвинами Адели иная: более 50 % животных этого вида меняют партнёра на следующий год, соответственно не зарегистрированы случаи, когда отношения длились более 6 лет. Известно, что при выборе партнёра важную роль играет успешный выводок прошлого года.
Существует тесная связь между сложностью социального поведения и механизмами выбора партнёра, с одной стороны, и размером колонии — с другой: в больших колониях ритуалы спаривания живущих в тесноте пингвинов Адели, антарктических, субантарктических и хохлатых пингвинов привлекают к себе внимание как визуально, так и акустически; живущие в густой растительности великолепные пингвины и малые пингвины, строящие гнёзда далеко друг от друга, напротив, ведут себя значительно сдержаннее.

## Инкубация яиц и жизнеспособность потомства

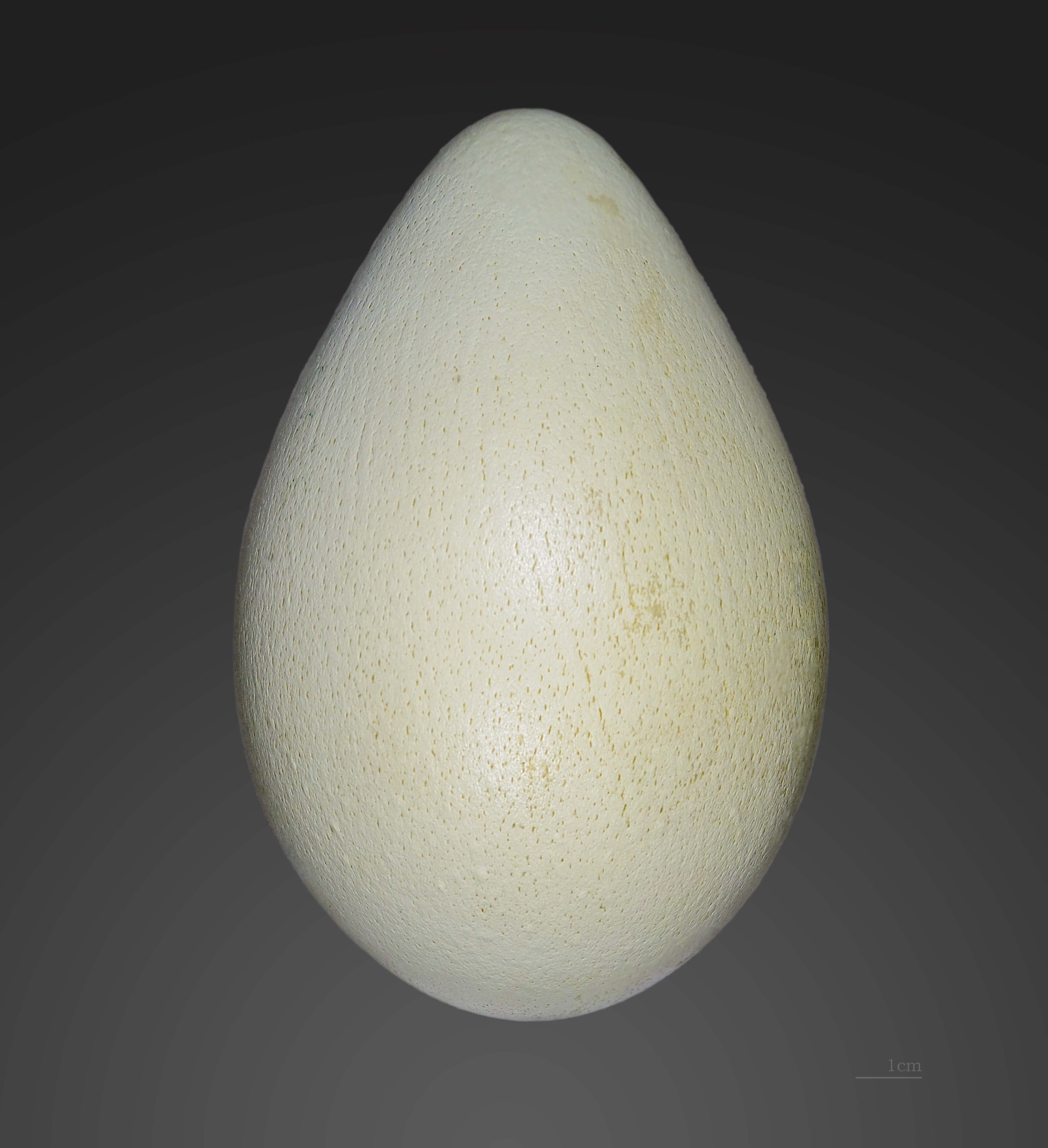
Яйцо императорского пингвина

После копуляции, при которой самец вынужден балансировать на спине партнёрши, происходит откладывание яиц. В то время как императорские и королевские пингвины высиживают своё единственное яйцо на своих лапах, самки всех других видов пингвинов в срок от трёх до пяти дней откладывают два яйца в обычное гнездо, которое строят из материалов, широко распространённых в природе, — из травы или мелкой гальки.
Яйца имеют белый или зеленоватый цвет.
Не все яйца пингвины высиживают удачно: особенно у молодых пар птенцы зачастую даже не вылупляются; установлено, что у двухгодовалых родителей вылупившихся птенцов менее 33 %. Успешность высиживания, однако, резко повышается с возрастом и достигает более чем 90 %; только у очень старых пингвинов этот показатель опять падает до 75 % из-за снижения плодовитости.
В большинстве случаев первое яйцо немного больше второго, таким образом первый птенец вылупляется раньше.

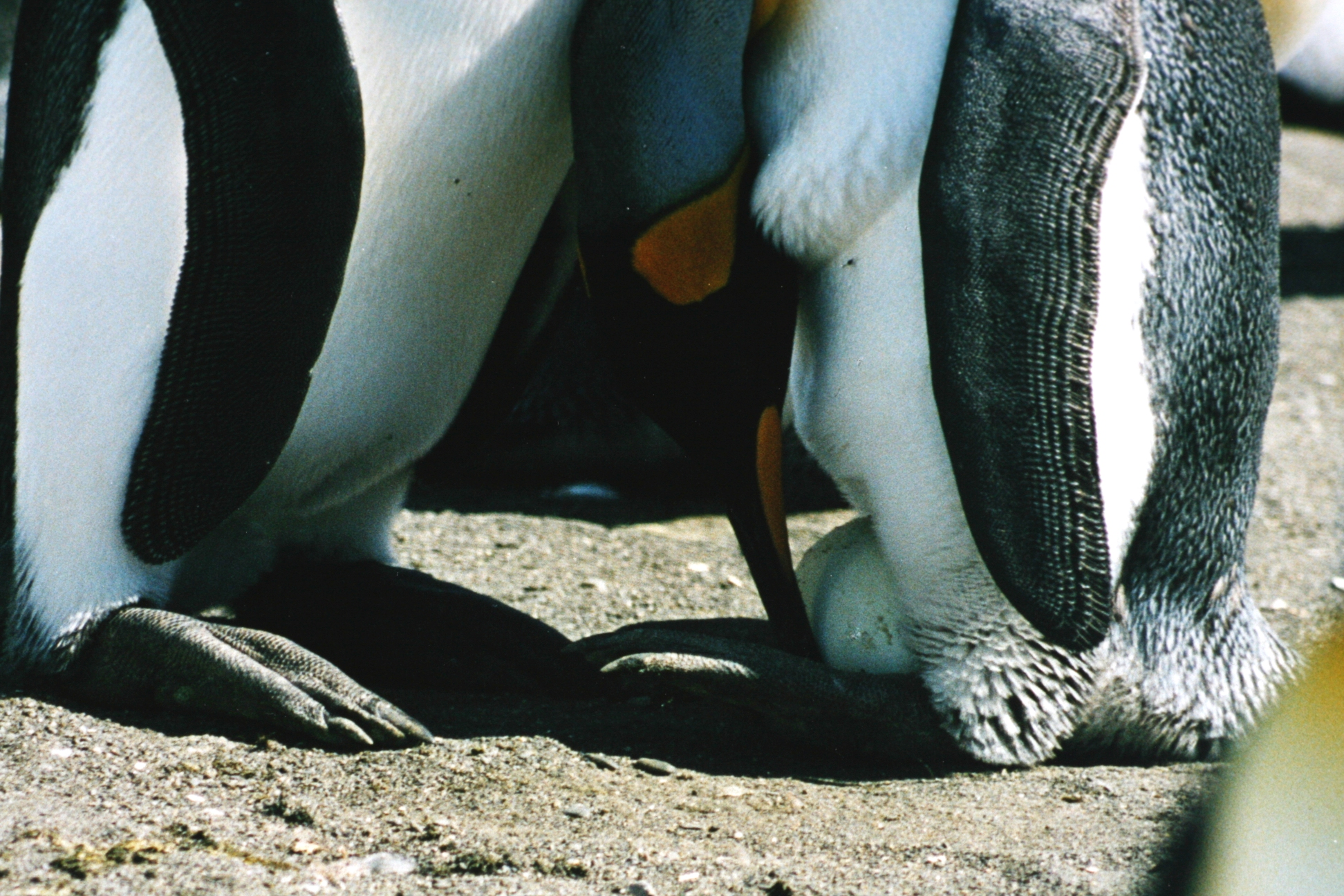
Королевский пингвин, высиживающий яйцо

Инкубационный период у разных видов составляет от 1 до 2 месяцев.
Пингвины Адели, императорские, антарктические и хохлатые пингвины в период высиживания птенцов вынуждены полностью отказаться от пищи. После вылупления птенца родители отдают предпочтение старшему и более крупному птенцу, например, он регулярно получает больше пищи, чем тот, что вылупился позднее, в результате чего второй птенец в большинстве случаев вскоре погибает.
Это так называемое сокращение выводка является развившимся в ходе эволюции приспособлением к ограниченным запасам пищи: скорая гибель второго птенца повышает шансы на выживание первого, поскольку нет необходимости делить ограниченные ресурсы на двоих птенцов. В то же время второе яйцо является для родителей своеобразной «страховкой» на случай ранней гибели первого птенца.
В то время как у большинства видов сокращение выводка происходит только при ограниченных запасах пищи, а хохлатые толстоклювые пингвины (E. pachyrhynchus) практически всегда выращивают обоих птенцов, для хохлатых пингвинов сокращение выводка является нормой. Примечательно, что второе яйцо этих пингвинов больше первого (процентное соотношение составляет 20 к 70), и именно из второго яйца вылупляется первый птенец.

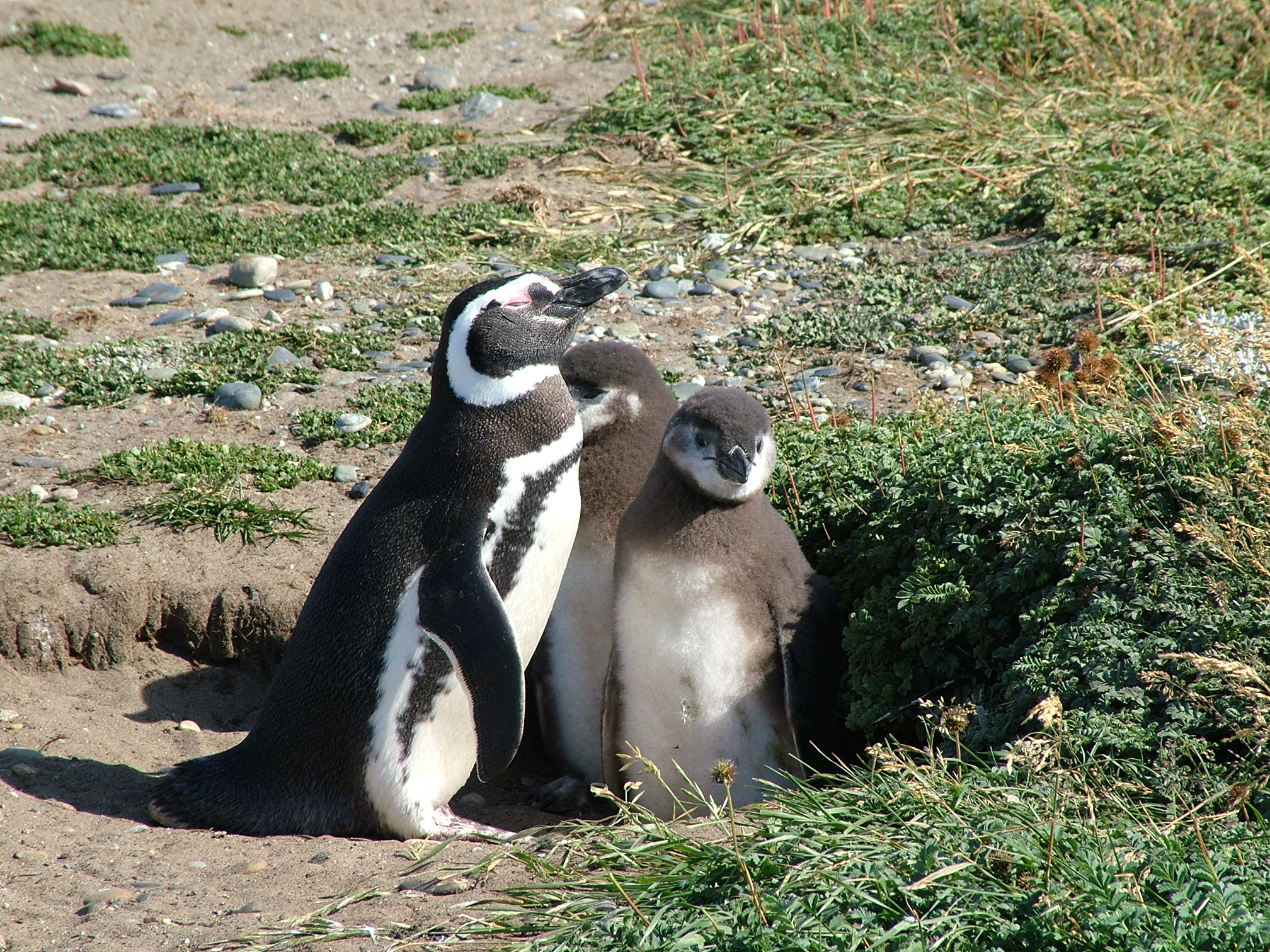
Магелланов пингвин с двумя птенцами

## Выращивание птенцов

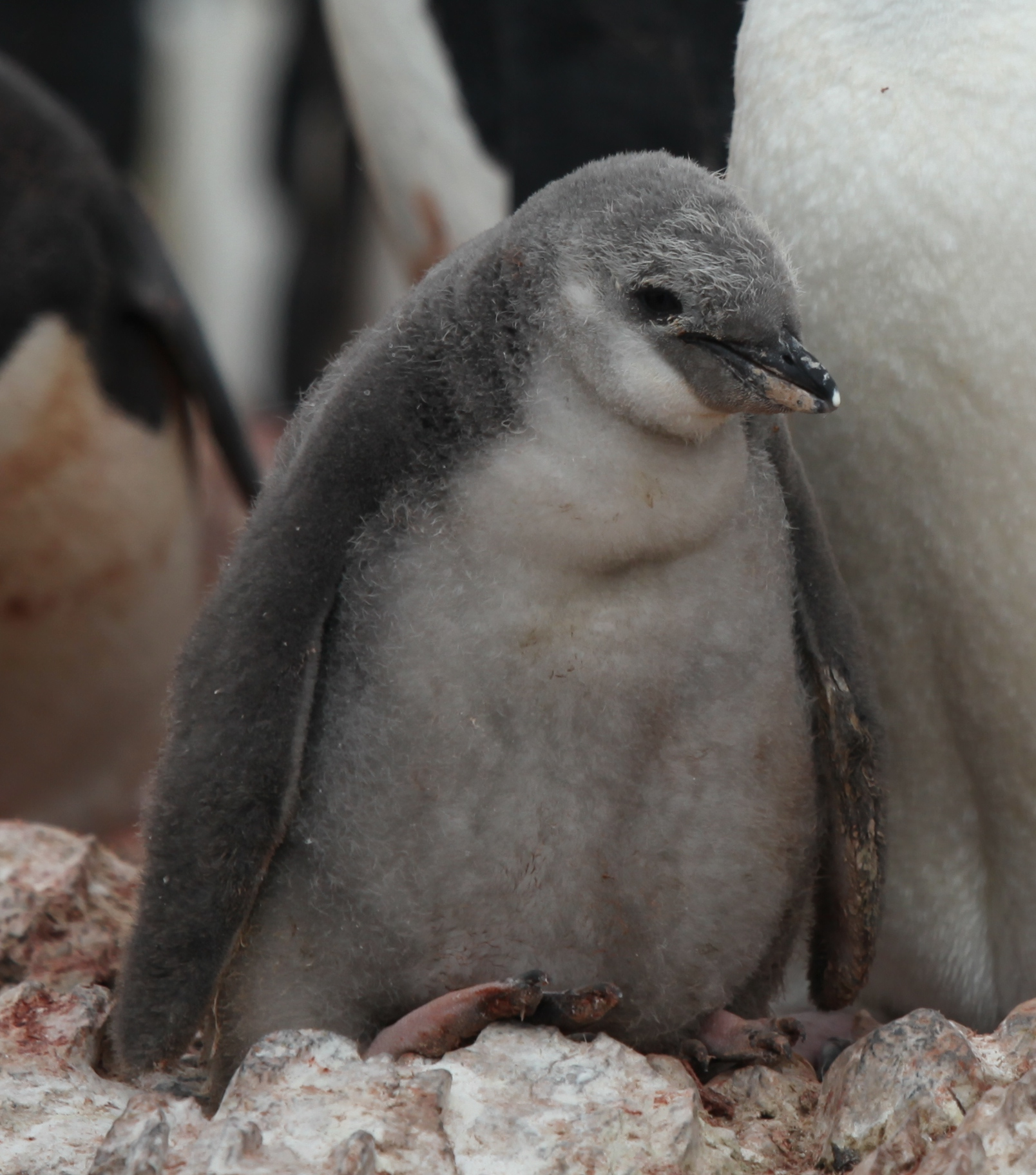
Птенец антарктического пингвина

Выращивание птенцов разделяется на две фазы.
1. В первые две-три недели (в некоторых случаях шесть недель) у императорских пингвинов птенцы находятся под постоянным наблюдением одного из родителей, в то время как другой уходит на поиски пищи.
2. Когда птенцы подрастают, их отдают в «детский сад» — группы молодняка, и тогда уже оба родителя добывают корм одновременно. В зависимости от вида такие группы, также называемые яслями, могут состоять из нескольких животных из соседних гнёзд, как это происходит у антарктических или ослиных пингвинов, или же из нескольких тысяч особей, как у пингвинов Адели, субантарктических или императорских пингвинов.
Время вскармливания у разных видов разное: субантарктические пингвины кормят своё потомство ежедневно, пингвины Адели или антарктические пингвины — каждые два дня, императорские пингвины зачастую лишь раз в четыре дня или ещё реже. Однако птенцы последних за один раз получают больше корма.
Кормом птенцам служит полупереваренные и отрыгнутые родителями рыба и ракообразные.
Количество пищи в большинстве случаев соответствует стадии развития птенцов, однако по отношению к массе тела оно всегда обильное: даже птенцы маленьких видов пингвинов за один приём получают 500 г пищи; императорские пингвины дают своему потомству до одного килограмма рыбы за один раз. Птенцы королевских пингвинов через 12 месяцев могут быть даже тяжелее своих родителей.
Детёныши находят убежище от холода в нижних складках родительского живота.

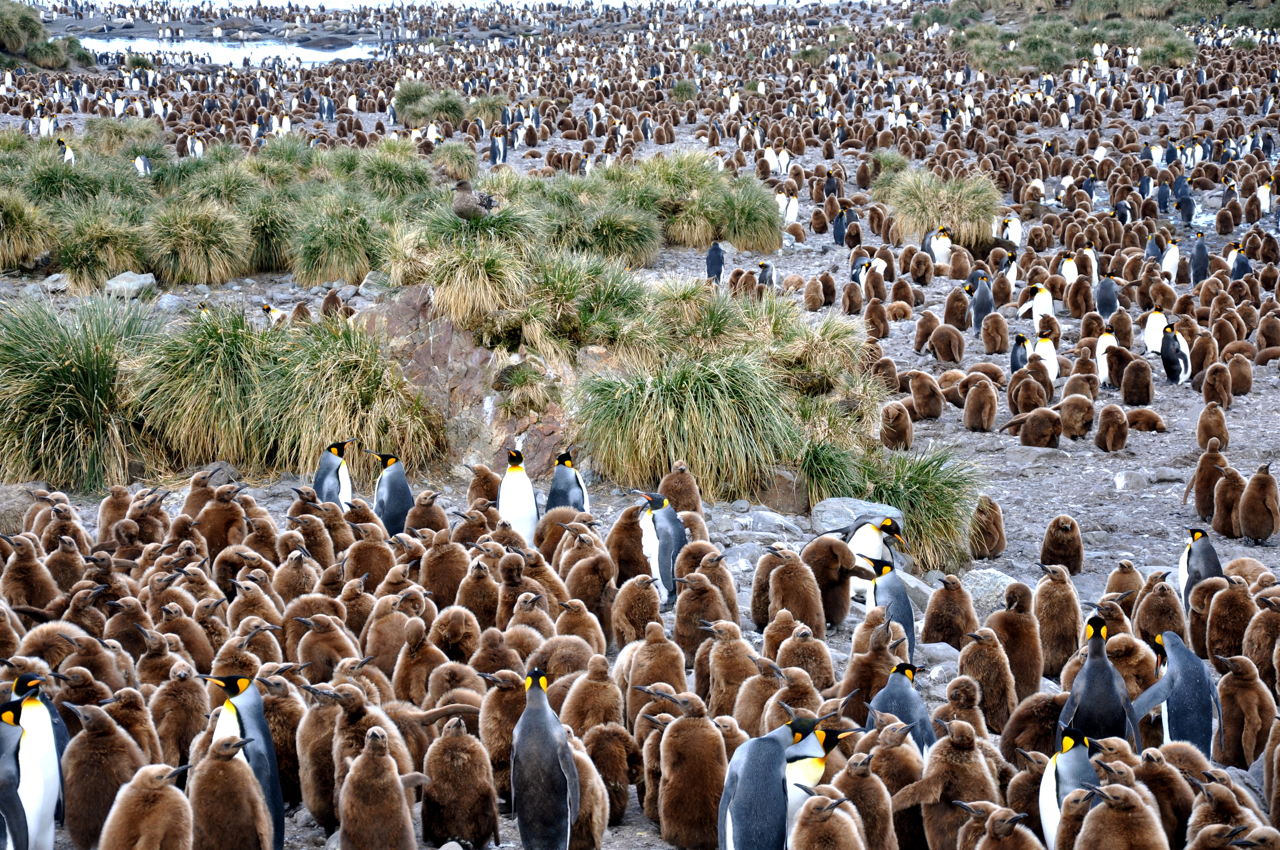
Птенцы королевских пингвинов

Пингвины-родители видов, не проживающих в колониях постоянно, вскоре после линьки (хохлатые пингвины, к примеру, в течение недели) покидают колонию. В большинстве случаев родительская забота на этом заканчивается — случаи кормления птенцов в море неизвестны, кроме того, это вряд ли осуществимо. Птенцы субантарктических пингвинов, круглый год живущих вблизи колонии, возвращаются к родителям ещё на две или три недели и получают дополнительное питание; но после этого и они оказываются предоставленными самим себе.

## Продолжительность жизни
Шансы пингвинов на выживание в течение первых 12 месяцев довольно низкие. Например, среди пингвинов Адели по истечении первого года в живых остаётся приблизительно только половина всех птенцов. Решающим фактором, от которого в значительной степени зависят шансы на выживание, являются запасы жира, накопленного во время проживания в колонии, которые в свою очередь зависят от кормления, то есть от успехов родителей на охоте.
Шансы на выживание взрослых особей намного выше: у маленьких пингвинов Адели они составляют от 70 до 80 %, у больших императорских пингвинов даже более 90 %. Продолжительность жизни пингвинов составляет более 25 лет.

## Естественные враги

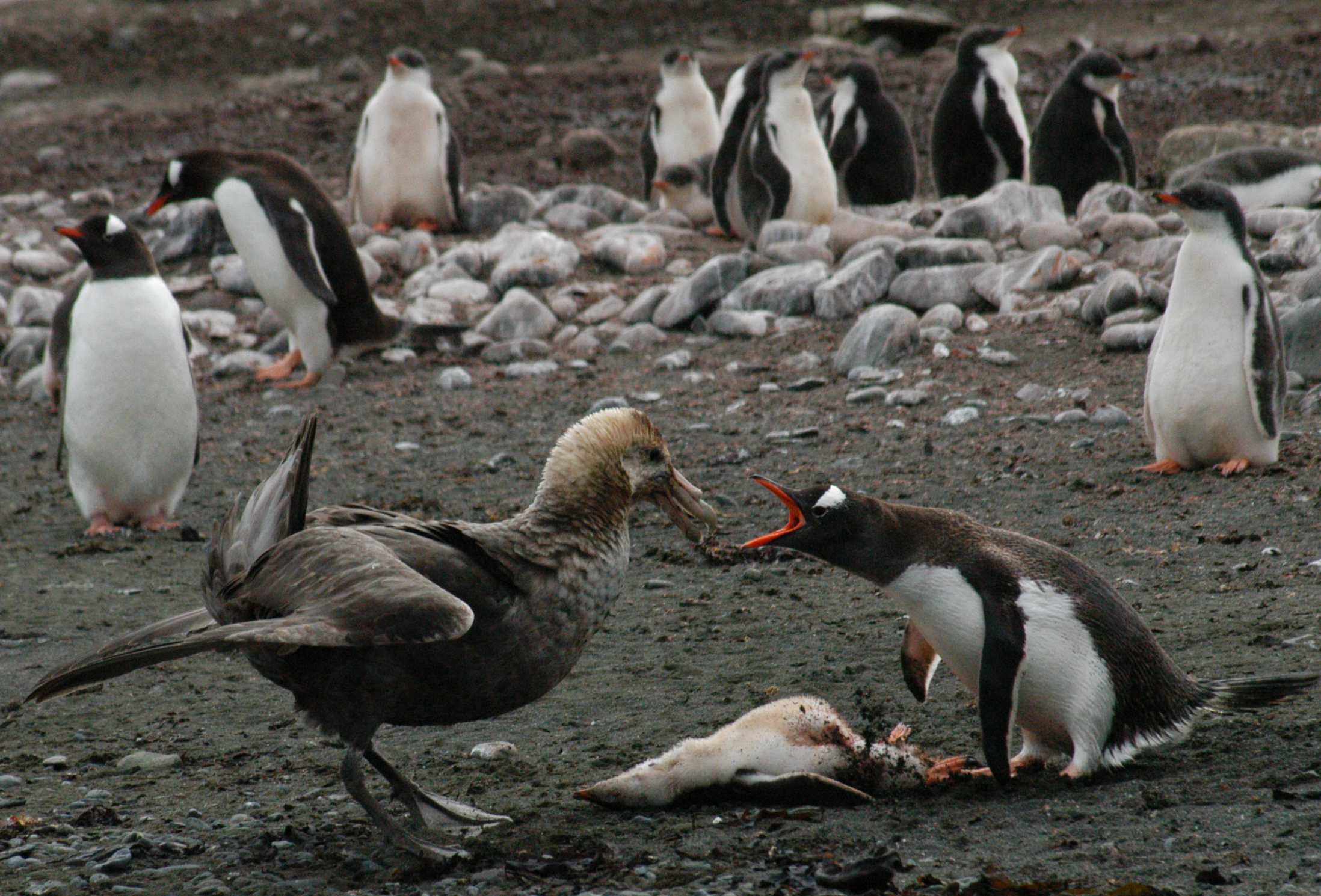
Папуанский пингвин и южный гигантский буревестник

Поскольку пингвины гнездятся в основном на изолированных территориях, взрослые особи на суше практически не имеют естественных врагов; однако завезённые человеком млекопитающие, такие как собаки и кошки, представляют собой серьёзную опасность.
Для самообороны пингвины используют клюв и плавники, являющиеся эффективным оружием. Но птенцы, оставшиеся без присмотра родителей, становятся лёгкой добычей для бурого поморника (Catharacta antarctica). Некоторые виды чаек используют любую возможность, чтобы украсть яйца пингвинов.
Морские леопарды (Hydrurga leptonyx), южные морские котики (Arctocephalus), австралийские (Neophoca cinerea) и новозеландские морские львы (Phocarctos hookeri), а также косатки (Orcinus orca) и акулы (Selachii) охотятся на пингвинов в море, в особенности вышеназванные виды тюленей часто патрулируют мелководье вблизи колоний, где пингвины не могут использовать своё преимущество — высокую манёвренность. По оценкам учёных, в год таким образом погибает около 5 % всех пингвинов Адели.
Вероятно, в этом кроется причина необъяснимого на первый взгляд страха птиц перед водой, к которой они так прекрасно приспособлены. Перед тем как войти в воду, пингвины приближаются к берегу небольшими группами и как будто медлят, поскольку, очевидно, никто не хочет войти в море первым (эффект пингвина); зачастую эта процедура длится до получаса. Как только один из пингвинов наберётся храбрости и наконец прыгнет в воду, остальные следуют за ним.

## Охранный статус

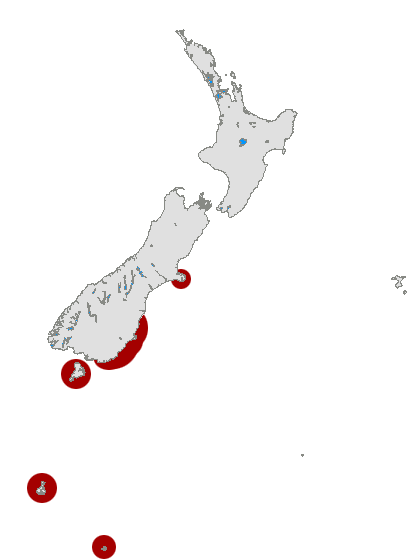
Ареал великолепного пингвина, сократившийся из-за вмешательства человека в систему дюн Новой Зеландии

Три вида — хохлатый пингвин (Eudyptes sclateri), великолепный пингвин (Megadyptes antipodes) и галапагосский пингвин (Spheniscus mendiculus) — в начале XXI века были признаны находящимися на грани вымирания, ещё семь видов находятся в опасности.
В прошлом разрушались целые колонии пингвинов: люди собирали яйца, употреблявшиеся в пищу, и убивали взрослых особей, чтобы растопить подкожный жир и добыть из него масло; сегодня пингвинов подстерегают и другие опасности. Среди них — потеря среды обитания, как в случае с великолепными пингвинами, численность которых находится под угрозой из-за расширения объёмов землепользования и вторжения человека в систему дюн Новой Зеландии. Также представляют опасность одичавшие млекопитающие, например, в случае с галапагосскими пингвинами, чьи колонии, находящиеся на двух островах, были уничтожены одичавшими собаками. Помимо этого большую роль играет и изменение климата: популяции галапагосских пингвинов в 1980-е и 1990-е годы уменьшились из-за сокращения численности рыбы, причиной чего в свою очередь послужил феномен Эль-Ниньо, связанный с изменением климата.
Скалистые пингвины (Eudyptes chrysochome), магеллановы пингвины (Spheniscus magellanicus) или пингвины Гумбольдта (Spheniscus humboldti), охотясь на анчоусов и сардин в субантарктических водах, затрагивают интересы коммерческой рыбной ловли, частично специализирующейся на тех же видах. В то время как рыболовецкие организации предъявляют иски о потерях дохода[уточнить], многие пингвины лишаются своей основной пищи. Однако предпринимаются меры по урегулированию этого конфликта с соблюдением интересов рыбаков.
Ослиные и магеллановы пингвины, чьи колонии находятся на мысе Доброй Надежды в Южной Африке или в Магеллановом проливе в Южной Америке, испытывают на себе негативное воздействие загрязнения воды нефтепродуктами, обусловленное пролегающими там судоходными путями, в частности маршрутами танкеров. Пингвинов, испачканных нефтью, можно поймать, очистить и снова выпустить, однако этот процесс отнимает много времени и средств.
С другой стороны, интенсивная охота на усатых китов (Mysticeti) и вызванное ею увеличение криля привело к значительному росту популяций антарктических и королевских пингвинов; положение большинства антарктических видов в силу обособленности их среды обитания считается стабильным.

## Классификация

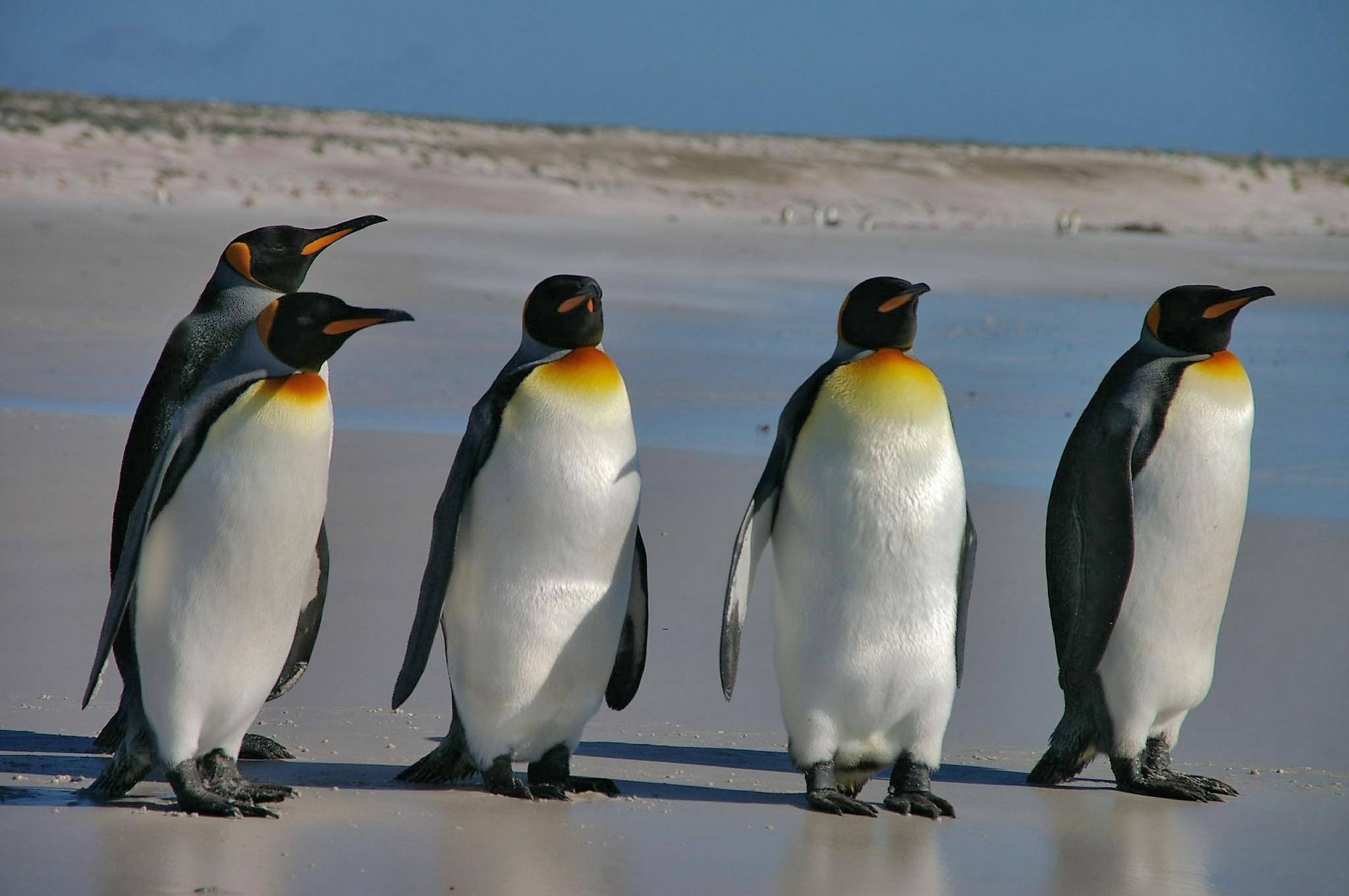
Королевский пингвин

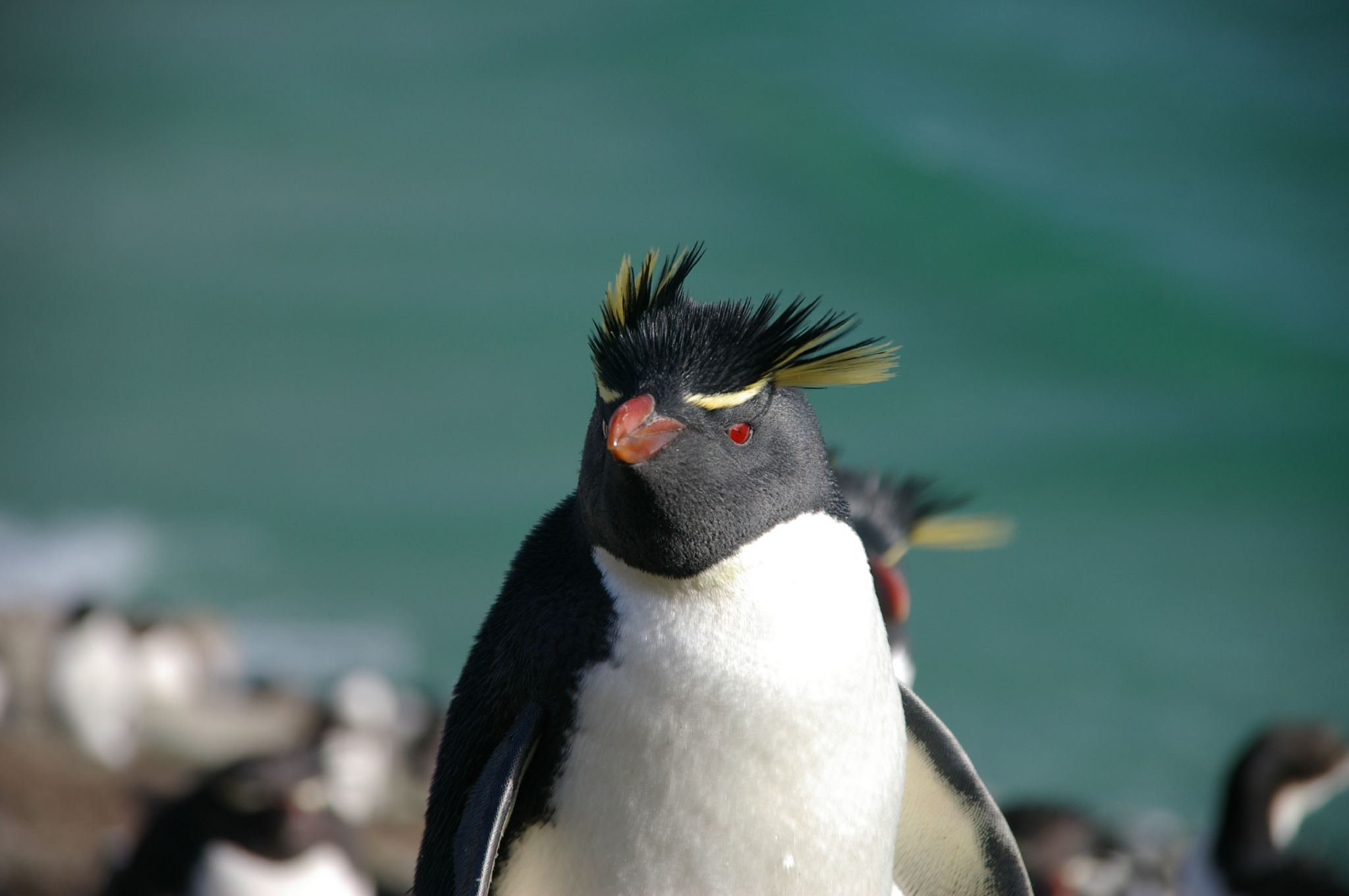
Скалистый пингвин

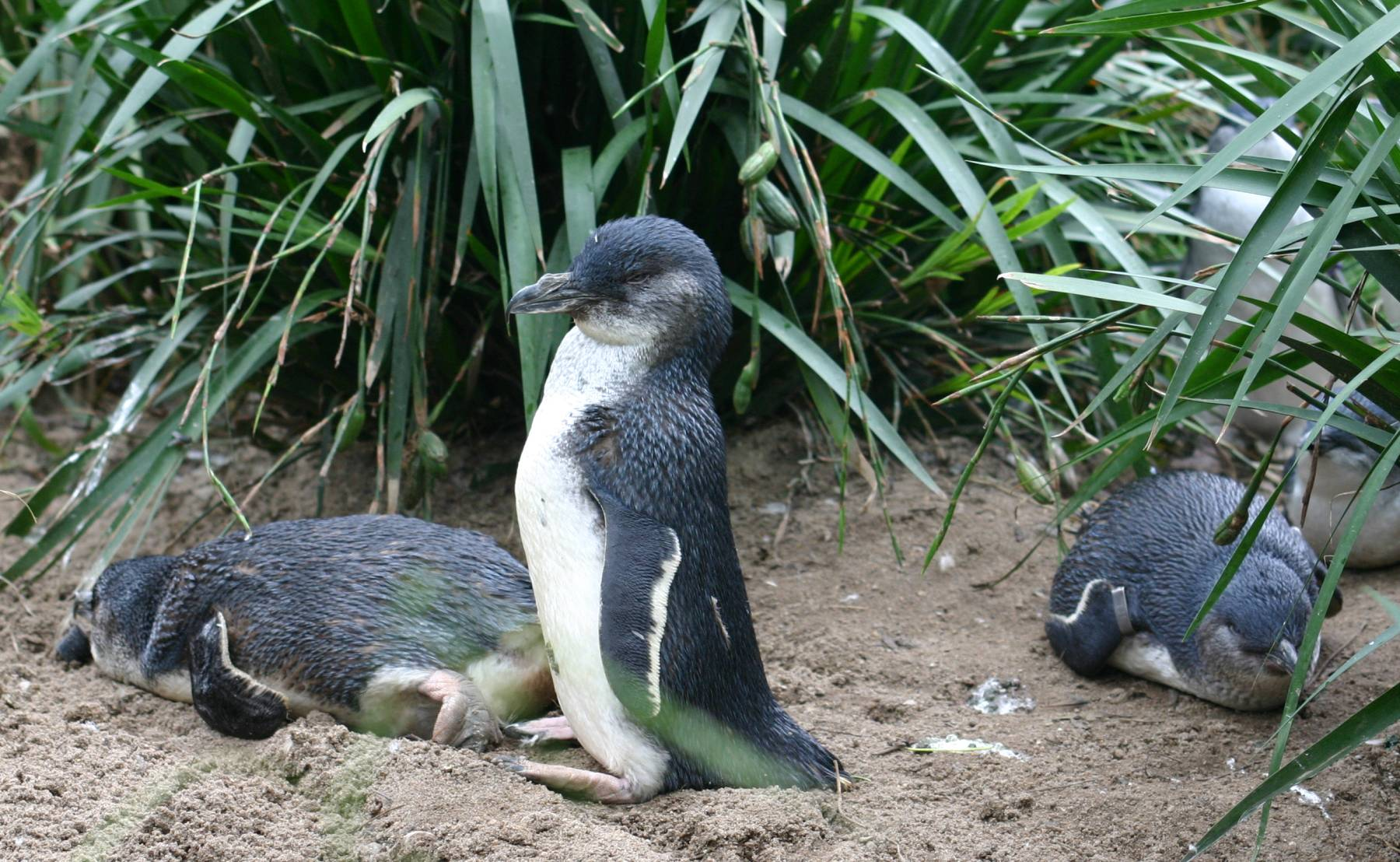
Малые пингвины

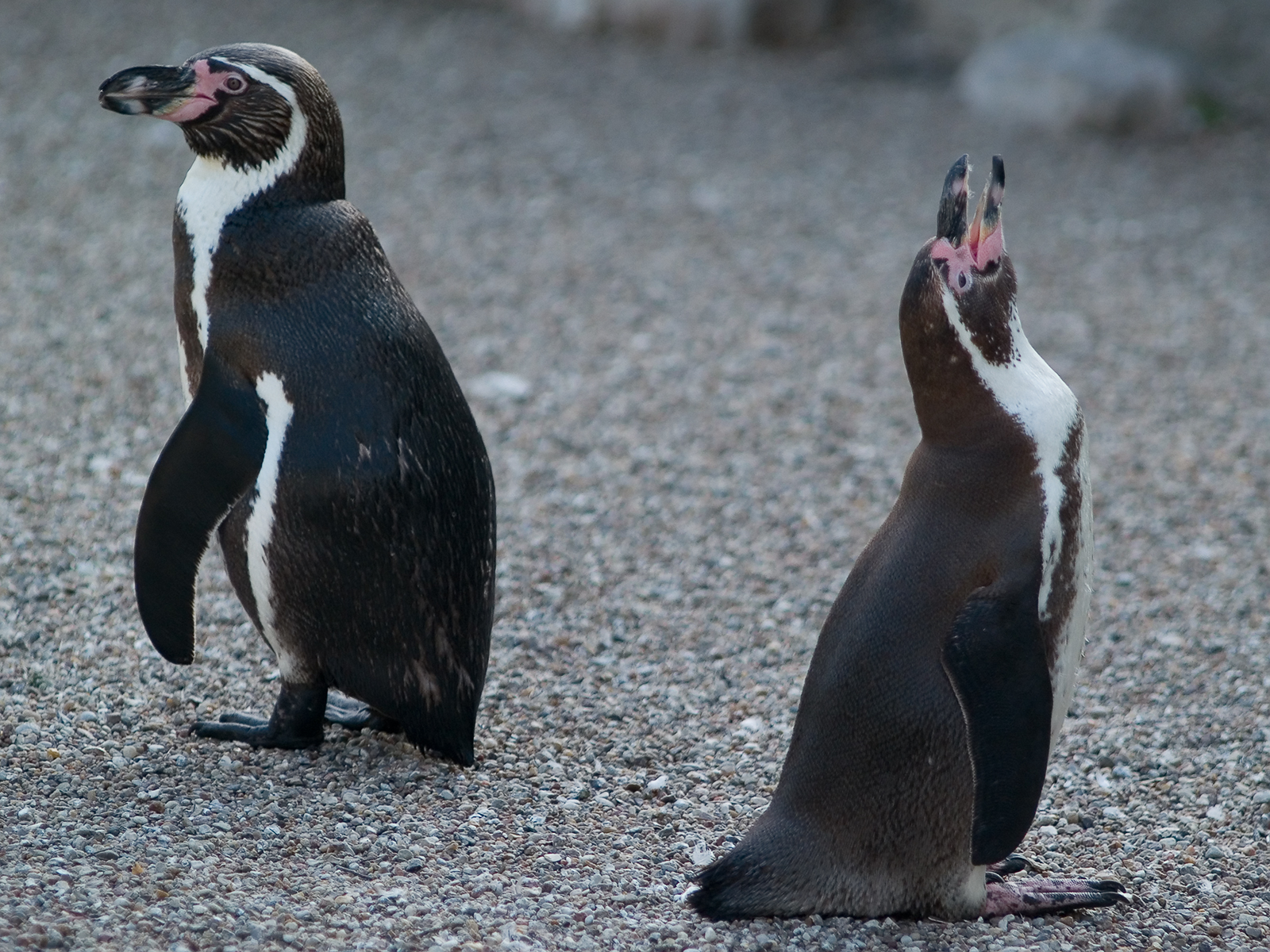
Гумбольдтов пингвин

Международный союз орнитологов включает в семейство 6 родов и 18 видов:
- Род Aptenodytes J. F. Miller, 1778 — Императорские пингвины
  - Aptenodytes patagonicus J. F. Miller, 1778 — Королевский пингвин
  - Aptenodytes forsteri G. R. Gray, 1844 — Императорский пингвин
- Род Pygoscelis Wagler, 1832 — Антарктические пингвины
  - Pygoscelis adeliae (Hombron & Jacquinot, 1841) — Пингвин Адели
  - Pygoscelis antarcticus (J. R. Forster, 1781) — Антарктический пингвин
  - Pygoscelis papua (J. R. Forster 1781) — Папуанский пингвин
- Род Eudyptula Bonaparte, 1856 — Малые пингвины
  - Eudyptula minor (J. R. Forster, 1781) — Малый пингвин
- Род Spheniscus Brisson, 1760 — Очковые пингвины
  - Spheniscus mendiculus Sundevall, 1871 — Галапагосский пингвин
  - Spheniscus humboldti Meyen, 1834 — Гумбольдтов пингвин
  - Spheniscus magellanicus (J. R. Forster, 1781) — Магелланов пингвин
  - Spheniscus demersus (Linnaeus, 1758) — Очковый пингвин
- Род Megadyptes Milne-Edwards, 1880 — Великолепные пингвины
  - Megadyptes antipodes (Hombron & Jacquinot, 1841) — Желтоглазый пингвин, или великолепный пингвин
- Род Eudyptes Vieillot, 1816 — Хохлатые пингвины
  - Eudyptes chrysolophus (J. F. von Brandt, 1837) — Золотоволосый пингвин
  - Eudyptes schlegeli Finsch, 1876 — Пингвин Шлегеля
  - Eudyptes moseleyi Mathews & Iredale, 1921 — Северный хохлатый пингвин
  - Eudyptes chrysocome (J. R. Forster,  1781) — Хохлатый пингвин
  - Eudyptes pachyrhynchus G. R. Gray, 1845 — Толстоклювый пингвин, или пингвин Виктории
  - Eudyptes robustus Oliver, 1953 — Снэрский хохлатый пингвин
  - Eudyptes sclateri Buller, 1888 — Большой хохлатый пингвин

Ранг белокрылого пингвина понижен до подвида Eudyptula minor albosignata Finsch, 1874. Известны также ископамые остатки †Megadyptes waitaha (Boessenkool et al., 2009).

## Рост отдельных видов
Самым большим из современных представителей является императорский пингвин (рост 110—120 см, масса до 46 кг), самые мелкие — представители вида Eudyptula minor — малый пингвин (рост 30—45 см, масса 1—2,5 кг). Такие существенные различия объясняются правилом Бергмана, для которого пингвины являются частым примером. Правило Бергмана гласит, что животные, обитающие в холодных регионах, имеют бо́льшие размеры тела, поскольку это способствует более рациональному соотношению объёма и поверхности тела животного и тем самым — уменьшению теплопотери.

## Происхождение
Анализ генома 48 видов птиц в 2014 году показал, что сестринской группой для пингвинов является отряд Буревестникообразные (Procellariiformes), представленный геномом вида глупыш (Fulmarus glacialis), с которым разошлись около 60 млн лет назад. Примечательно, что в период 60—50 млн лет назад произошёл палеоцен-эоценовый термический максимум.

## Открытие семейства и его значение

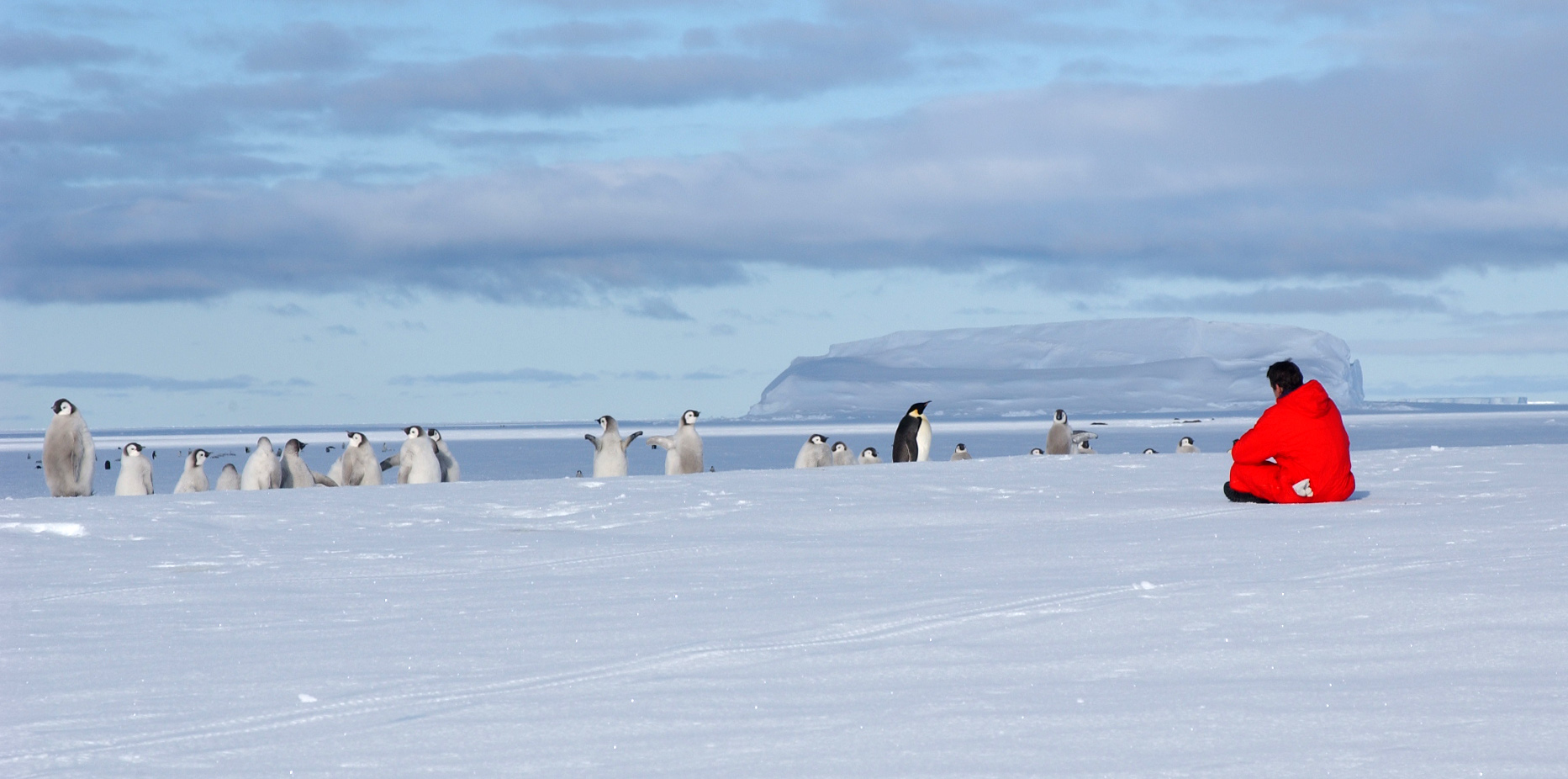
Императорские пингвины около полярной станции

Знакомство пингвина и человека состоялось, очевидно, в Австралии: во время археологических раскопок на стоянках древних людей были найдены кости, свидетельствующие о том, что пингвины в доисторические времена входили в рацион австралийских аборигенов.
В Европе пингвины стали известны только в конце XV — начале XVI века благодаря путешествиям португальских мореплавателей Васко да Гамы и Фердинанда Магеллана. Первое известное упоминание об этих птицах содержится в дневнике Васко да Гамы в записи от 25 ноября 1497 года, когда мореплаватель находился в районе современного города Мосселбай на побережье Южной Африки. Там он увидел пингвинов, известных сегодня как ослиный (Spheniscus demersus). Ослиный пингвин является первым из видов, получившим научное описание, от него образовано латинское название семейства и отряда — оно используется шведским систематиком Карлом Линнеем в его труде «Система природы» (Systema Naturae) в 1758 году. Магелланова пингвина (Spheniscus magellanicus) встретили у юго-восточного побережья Южной Америки участники экспедиции Магеллана в 1520 году. Почти все остальные виды были открыты только в конце XVIII века и в XIX веке, когда были исследованы территории близ Атлантического, Индийского и Тихого океанов.
Пингвины — очень любопытные птицы, и на суше они почти бесстрашны. В отличие от приручённых животных, которые перестали бояться человека только благодаря частым контактам с ним, большинство пингвинов от природы не испытывают страха перед людьми. По мнению многих побывавших в Антарктиде, птицы принимали их за пингвинов, хоть и немного странных, хотя нет возможности дать этому факту научное подтверждение.

## Пингвины взоопарках
В Центральной Европе и России пингвинов можно встретить только в зоопарках, некоторые из этих учреждений организовывают так называемые «марши пингвинов» — птиц выпускают из вольеров, и они под наблюдением смотрителя совершают небольшую прогулку вокруг вольера. Марши пингвинов практикуют зоопарки Мюнстера, Мюнхена, Эдинбурга и др.
Содержащиеся в неволе пингвины часто болеют грибковой инфекцией дыхательных путей, поэтому, чтобы оградить от болезней, рекомендуется содержать птиц за стеклянными стенами, особенно в тёплое время.

## Пингвины в искусстве, спорте и технике
- Символ пингвина в Юникоде — 🐧.
- Мультфильм «Чилли Вилли» (1953).

Пингвин Tux

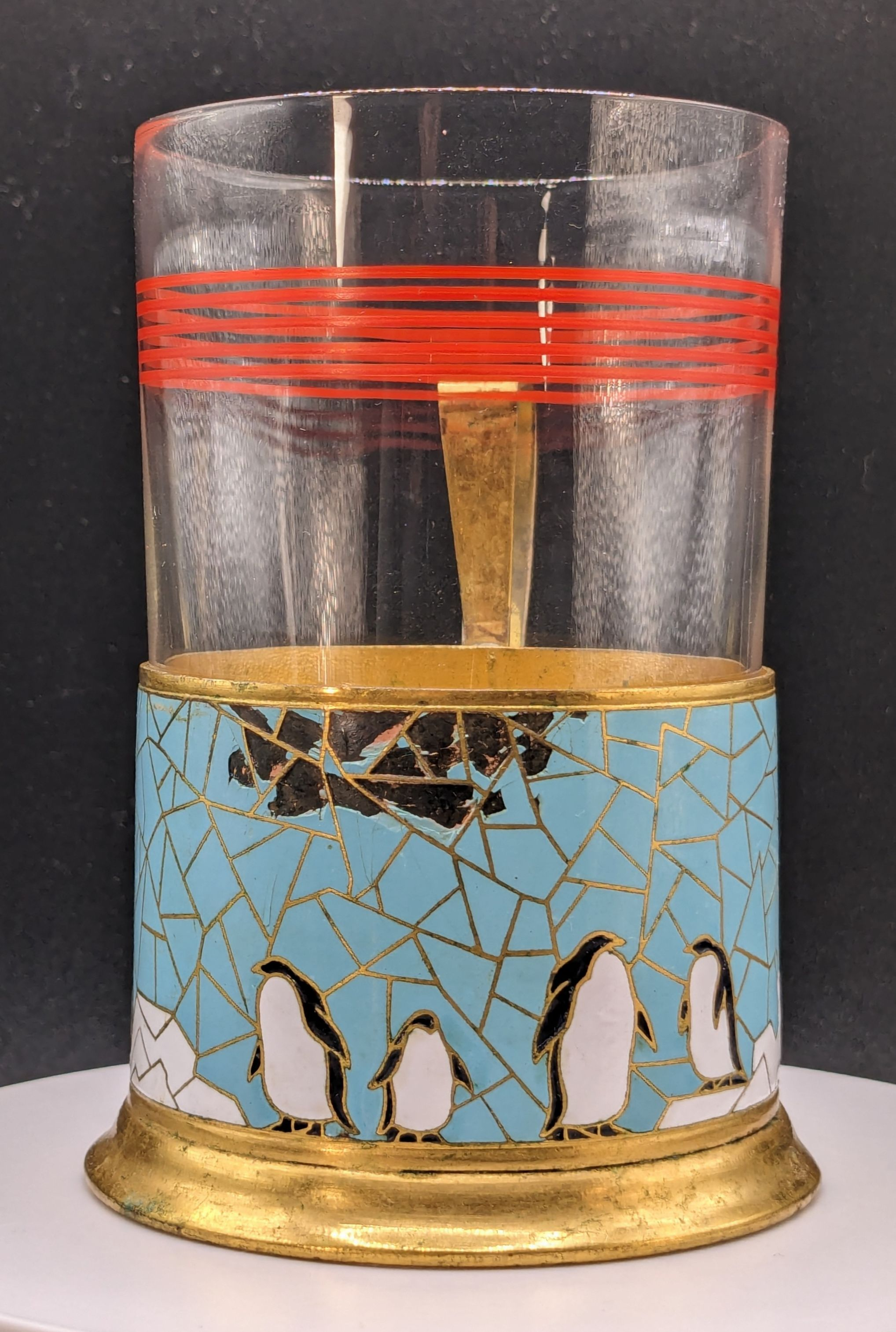
Подстаканник «Пингвины» (Ленинградская ювелирная фабрика, 1963)

- Анатоль Франс, сатирический роман «Остров пингвинов» («L’Île des Pingouins», 1908).
- Иван Бунин, рассказ «Пингвины» (1929).
- Мультфильм «Пингвины» (СССР, 1968)[13].
- Трёхсерийный мультфильм «Приключения пингвинёнка Лоло» (СССР, Япония, 1986—1987).
- Книга Л. Семёнова-Спасского «Пингвинёнок Пиня».
- В НХЛ есть хоккейный клуб «Питтсбург Пингвинз», а в АХЛ — его фарм-клуб Уилкс-Барре/Скрэнтон Пингвинз.
- Пингвин Tux — символ Linux.
- Пингвин Пин — герой мультсериала «Смешарики».
- Пингвинёнок — герой мультсериала «Маша и Медведь».
- Анимационный сериал «Пингвинёнок Пороро» (Корея).
- Освальд Кобблпот, один из врагов Бэтмена, носит прозвище Пингвин, так как он, во-первых, внешне похож на пингвина, а во-вторых, долгое время прожил в канализации среди пингвинов.
- В серии мультфильмов «История игрушек» фигурирует игрушечный пингвин Хрипун.
- В 1995 году вышел полнометражный мультфильм Дона Блута «Хрусталик и пингвин».
- В 2005 году свет увидел фильм про Королевских пингвинов — La Marche de l’empereur.
- Четыре пингвина являются комедийными персонажами полнометражного мультфильма «Мадагаскар» (2005) и двух его сиквелов (2008, 2012). Впоследствии об отряде пингвинов был также снят анимационный сериал «Пингвины из Мадагаскара» (2008—2015) и полнометражный мультфильм «Пингвины Мадагаскара» (2014).
- В 2006 году была выпущена мультипликационная музыкальная мелодрама известного австралийского режиссёра Джорджа Миллера «Делай ноги» (англ. Happy Feet), а в 2011 году — её сиквел «Делай ноги 2».
- В 2007 году был снят полнометражный мультфильм про пингвинов «Лови волну!» («Surf’s up»). Режиссёры Эш Брэннон, Крис Бак.
- В 2011 году выпущен фильм «Пингвины мистера Поппера» с Джимом Керри.
- Рассказы Геннадия Снегирёва «Про пингвинов» и др.
- Король Дидиди из серии игр Kirby.

## Пингвины в геральдике
В качестве символики на территории Антарктики изображение пингвинов уступает лишь изображению Южного Креста. Золотоволосый пингвин изображён на гербе и флаге британской заморской территории Южная Георгия и Южные Сандвичевы острова. На символике (флаг и герб) британских территориальных претензий также изображён пингвин (похожий на императорского). На гербе аргентинских территориальных претензий изображены четыре пингвина. На гербе Французских Южных и Антарктических территорий изображена голова пингвина, увенчанная короной (хотя Франция — республика).

Герб французских Южных и Антарктических территорий
Герб Британской Антарктической территории
Герб Аргентинской Антарктики
Герб Южной Георгии и Южных Сандвичевых островов